# Diarmuid Martin
Diarmuid Martin (Dublino, 8 aprile 1945) è un arcivescovo cattolico irlandese, dal 29 dicembre 2020 arcivescovo emerito di Dublino.

## Biografia

### Ministero sacerdotale
Viene ordinato sacerdote il 25 maggio 1969 dall'arcivescovo John Charles McQuaid, incardinandosi come presbitero dell'arcidiocesi di Dublino.
I suoi primi incarichi sono stati all'interno della Curia romana, dove presta servizio come sottosegretario del Pontificio consiglio della giustizia e della pace dal 1986 al 1994. 

### Segretario del Pontificio Consiglio per la Giustizia e la Pace e ministero episcopale
Viene nominato nel 1994 segretario del medesimo consiglio di cui era sottosegretario. Viene elevato alla dignità episcopale il 5 dicembre 1998 da Papa Giovanni Paolo II, che gli affidò la sede titolare di Glenndálocha. Ricevette l'ordinazione episcopale il 6 gennaio 1999 nella Basilica di San Pietro per l'imposizione delle mani del pontefice, coconsacranti gli arcivescovi Giovanni Battista Re e Francesco Monterisi.
Nel 2001 papa Giovanni Paolo II lo nomina osservatore permanente alle Nazioni Unite, elevandolo ad arcivescovo.
È successivamente inviato alla natia arcidiocesi di Dublino, in veste di arcivescovo coadiutore. Succede al cardinale Desmond Connell come arcivescovo di Dublino e primate d'Irlanda il 26 aprile 2004.
Dal 2006 al 2009 è anche vicepresidente della Commissione episcopale della Comunità Europea.
Tra il 2010 e il 2011 si occupa, su indicazione della Santa Sede, in particolar modo della Congregazione per la dottrina della fede, di indagare all'interno della Chiesa d'Irlanda sui casi di abusi sessuali compiuti da alcuni esponenti del clero locale. La sua linea in merito si contraddistingue per la "tolleranza zero".
Il 29 dicembre 2020 papa Francesco accoglie la sua rinuncia al governo pastorale dell'arcidiocesi di Dublino per raggiunti limiti di età.

## Genealogia episcopale e successione apostolica
La genealogia episcopale è:
- Cardinale Scipione Rebiba
- Cardinale Giulio Antonio Santori
- Cardinale Girolamo Bernerio, O.P.
- Arcivescovo Galeazzo Sanvitale
- Cardinale Ludovico Ludovisi
- Cardinale Luigi Caetani
- Cardinale Ulderico Carpegna
- Cardinale Paluzzo Paluzzi Altieri degli Albertoni
- Papa Benedetto XIII
- Papa Benedetto XIV
- Papa Clemente XIII
- Cardinale Enrico Benedetto Stuart
- Papa Leone XII
- Cardinale Chiarissimo Falconieri Mellini
- Cardinale Camillo Di Pietro
- Cardinale Mieczysław Halka Ledóchowski
- Cardinale Jan Maurycy Paweł Puzyna de Kosielsko
- Arcivescovo Józef Bilczewski
- Arcivescovo Bolesław Twardowski
- Arcivescovo Eugeniusz Baziak
- Papa Giovanni Paolo II
- Arcivescovo Diarmuid Martin

La successione apostolica è:
- Vescovo Denis Brennan (2006)
- Vescovo Séamus Freeman, S.A.C. (2007)
- Vescovo Denis Nulty (2013)
- Arcivescovo Dermot Pius Farrell (2018)